# لنی چپمن
لنی چپمن (انگلیسی: Lanei Chapman؛ زادهٔ ۲۳ ژانویهٔ ۱۹۷۳) هنرپیشه اهل ایالات متحده آمریکا است. وی از سال ۱۹۸۹ میلادی تاکنون مشغول فعالیت بوده‌است. 
از فیلم‌هایی که وی در آن نقش داشته است می‌توان به پیشتازان فضا: نسل بعدی و سگ‌دو اشاره کرد.